# Bütschliit
Bütschliit ist ein sehr selten vorkommendes Mineral aus der Mineralklasse der „Carbonate und Nitrate“ (ehemals Carbonate, Nitrate und Borate). Es kristallisiert im trigonalen Kristallsystem mit der Zusammensetzung K2Ca[CO3]2, ist also chemisch gesehen ein zu den Doppelsalzen gehörendes Kalium-Calcium-Carbonat.
Bütschliit ist durchscheinend und konnte bisher nur in Form von mikroskopisch kleiner, tonnenförmiger Kristalle von graugelber oder bräunlichgrauer Farbe gefunden werden. Durch Fremdbeimengungen sind auch hellgrüne Farben möglich.

## Etymologie und Geschichte
Erstmals entdeckt wurde Bütschliit im Grand Canyon National Park von Arizona und bei Coolin im Bonner County (Idaho) in den Vereinigten Staaten. Beschrieben wurde das Mineral 1947 durch Charles Milton und Joseph M. Axelrod, die es nach Johann Adam Otto Bütschli (1848–1920) benannten. Dieser war Professor der Zoologie an der Universität Heidelberg und studierte die Kalium- und Calcium-Salze.
Typmaterial des Minerals wurde im National Museum of Natural History, Washington, D.C. (Register-Nr. 105675, 105676) hinterlegt.

## Klassifikation
In der mittlerweile veralteten, aber noch gebräuchlichen 8. Auflage der Mineralsystematik nach Strunz gehörte Bütschliit zur gemeinsamen Mineralklasse der „Carbonate, Nitrate und Borate“ und dort zur Abteilung der „Wasserfreien Carbonate ohne fremde Anionen“, wo er zusammen mit Eitelit, Fairchildit, Gregoryit, Juangodoyit, Nyerereit, Shortit und Zemkorit die unbenannte Gruppe V/B.05 bildete.
Die seit 2001 gültige und von der International Mineralogical Association (IMA) verwendete 9. Auflage der Strunz’schen Mineralsystematik ordnet den Bütschliit in die Klasse der „Carbonate und Nitrate“ (die Borate bilden hier eine eigene Klasse) und dort ebenfalls in die Abteilung der „Carbonate ohne zusätzliche Anionen; ohne H2O“ ein. Diese Abteilung ist allerdings weiter unterteilt nach der Elementgruppenzugehörigkeit der Kationen, so dass das Mineral entsprechend seiner Zusammensetzung in der Unterabteilung „Alkali- und Erdalkali-Carbonate“ zu finden ist, wo es als einziges Mitglied die unbenannte Gruppe 5.AC.15 bildet.
Die vorwiegend im englischen Sprachraum gebräuchliche Systematik der Minerale nach Dana ordnet den Bütschliit wie die alte Strunz-Systematik in die Klasse der „Carbonate, Nitrate und Borate“ und dort in die Abteilung der „Wasserfreien Carbonate“ ein. Hier ist er als einziges Mitglied in der unbenannten Gruppe 14.03.01 innerhalb der Unterabteilung der „Wasserfreien Carbonate mit zusammengesetzter Formel A2+B2+(CO3)2“ zu finden.

## Modifikationen und Varietäten
Die Verbindung K2Ca(CO3)2 ist dimorph und kommt neben dem trigonal kristallisierenden Bütschliit noch als hexagonale Hochtemperatur-Modifikation Fairchildit vor. Die Übergangstemperatur liegt bei 820 Kelvin (etwa 547 °C).

## Bildung und Fundorte
Bütschliit bildet sich in Schlacken aus geschmolzener Holzasche teilweise verbrannter Bäume, vorwiegend Hemlock- und anderer Tannen. Als Begleitminerale kann neben Fairchildit noch Calcit auftreten.
Außer an seinen Typlokalitäten Grand Canyon National Park und Coolin konnte Bütschliit bisher (Stand: 2012) nur noch bei Long Shop im Montgomery County (Virginia) nachgewiesen werden.

## Kristallstruktur
Bütschliit kristallisiert trigonal in der Raumgruppe R3m (Raumgruppen-Nr. 166) mit den Gitterparametern a = 5,38 Å und c = 18,16 Å sowie 3 Formeleinheiten pro Elementarzelle.